# تغرنة
تغرنة (بالأمازيغية:ⵜⵖⵔⵏⴰ)  إحدى مناطق مدينة غريان وهي تنقسم إلى عدة اقسام ومن احياء تغرنة حي اموازين أو اموازن بدون (الف ولام)،  والجدير بالذكر انه بالمغرب توجد بها مدينة تسمى اموازين، معروفة بمهرجان سينمائي يسمي بمهرجان موازين وهو نفس اسم المنطقة التي في تغرنة.

## السكان

### (قصر تغرنة)
قبيلة ليبية تنحذر من بني غريان إحدى بطون بربر هوارة  وحسب تحليل البصمة الوراثية DNA كانت نتيجة تحليلهم انهم يحملون نفس جينات الليبين الاصليين تحت تحور هوارة، بلغ عددهم حسب إحصائية سنة 1914م حوالي 600 نسمة تقريبا، وتشمل
1. (أولاد الشيباني)
2. (أولاد رحومة)
3. (التواجير) مصفحة من تاگورا – تاقورا كلمة ليبية تعني المشي وهم وافدون من تاجوراء.

كانوا يقيمون بالقرية المعروفة بهذا الاسم وهي عبارة عن دور وكهوف.